# Federico Paulucci
Federico Paulucci Tinnirello (Firmat, Provincia de Santa Fe, Argentina, 11 de enero de 1990) es un futbolista argentino. Juega como marcador central y su primer equipo fue Firmat Football Club. Actualmente milita en Santamarina de Tandil de la Primera B Nacional.

## Clubes
| Club                      | País      | Año       |
| ------------------------- | --------- | --------- |
| Firmat FBC                | Argentina | 2007      |
| Udinese Primavera         | Italia    | 2008-2009 |
| Universidad de Concepción | Chile     | 2010      |
| San Luis de Quillota      | Chile     | 2011      |
| Santiago Morning          | Chile     | 2012-2014 |
| Ferro de General Pico     | Argentina | 2014-2015 |
| Atlético Paraná           | Argentina | 2016-2017 |
| Alvarado de Mar del Plata | Argentina | 2017-2018 |
| Santamarina de Tandil     | Argentina | 2018-?    |

Ferro de Pico 
Argentina 
2019